# Gmina Dvor
Gmina Dvor (chorw. Općina Dvor) – gmina w Chorwacji, w żupanii sisacko-moslawińskiej. W 2011 roku liczyła  5570 mieszkańców.